# Patan' e cicc
Patan' e cicc è il piatto tipico di Monte San Giacomo, in provincia di Salerno.
È un pesto di patate e fagioli stufati cui viene aggiunta della paprica. La sua origine si perde nell'antica cultura gastronomica della comunità locale che ha esportato questa particolarissima pietanza in tutto il mondo.
Il piatto viene celebrato ogni anno nell'omonima sagra (28 e 29 dicembre).
Nel 2015 è stata richiesta la certificazione P.A.T..
Fa parte dei prodotti della gastronomia tradizionale della regione Campania.